# Cyphochilus carinchebanus
Cyphochilus carinchebanus är en skalbaggsart som beskrevs av Brenske 1903. Cyphochilus carinchebanus ingår i släktet Cyphochilus och familjen Melolonthidae. Inga underarter finns listade i Catalogue of Life.